# Venture
Venture — выпущенная в 1981 году компанией Exidy аркада. Она была портирована на несколько домашних игровых приставок, включая Atari 2600, ColecoVision и Intellivision.

## Игровой процесс
Целью игры является сбор сокровищ в подземелье. Игрок, которого зовут Винки, имеет при себе лук и стрелы и исследует подземелье, состоящее из комнат и коридоров. Коридоры патрулируются большими монстрами с щупальцами («Hallmonsters»), которые не могут быть повреждены, убиты или остановлены каким-либо образом. Оказавшись в комнате, игрок должен убивать находящихся там монстров, избегать ловушек и собирать сокровища. Если игрок остаётся в одном помещении слишком долго, в комнату приходит Hallmonster, чтобы догнать его. Таким образом, Hallmonster выполняет ту же роль, что и «Злой Отто» в аркадной игре Berzerk. Чем быстрее игрок заканчивает каждый уровень, тем больше он получает очков.
Цель каждой комнаты заключается в том, чтобы забрать лежащие в ней сокровища. В большинстве комнат, можно (хотя и с трудом) забрать сокровище, не сражаясь с находящимися в них монстрами. В некоторых комнатах есть ловушки, которые появляются только тогда, когда игрок забирает сокровище. Например, в «двуглавой комнате» в момент, когда игрок забирает сокровище, появляются два двуглавых эттина.
Игрок умирает, если касается монстра или трупа монстра. Трупы монстров разлагаются с течением времени и могут блокировать выходы, задерживая игрока и позволяя Hallmonster появиться. Если выстрелить в труп, он вернётся к начальной стадии разложения (как если бы монстр только что умер). Монстры движутся по определённой схеме, но могут отклоняться от неё, чтобы погнаться за игроком. Искусственный интеллект игры позволяет им с различной степенью «ловкости» уклоняться от стрел игрока (например, змеи уклоняются от стрел относительно медленно, а в троллей довольно трудно попасть).
Игра состоит из трех различных уровней с различными комнатами. После очистки всех комнат на уровне, игрок переходит на следующий уровень. После прохождения трех уровней комнаты и монстры начинают повторяться, но увеличивается скорость игры и появляются другие сокровища.